# ATP Challenger Trophy 2010
L'ATP Challenger Trophy 2010 è un torneo professionistico di tennis maschile giocato sulla terra rossa, che faceva parte dell'ATP Challenger Tour 2010. Si è giocato a Trnava in Slovacchia dal 20 al 26 settembre 2010.

## Partecipanti

### Teste di serie
| Giocatore  | Nazionalità     | Ranking* | Testa di serie |
| ---------- | --------------- | -------- | -------------- |
| Rep. Ceca  | Jan Hájek       | 96       | 1              |
| Slovacchia | Karol Beck      | 121      | 2              |
| Kazakistan | Jurij Ščukin    | 132      | 3              |
| Francia    | Benoît Paire    | 142      | 4              |
| Austria    | Stefan Koubek   | 143      | 5              |
| Slovacchia | Lukáš Rosol     | 157      | 6              |
| Spagna     | Óscar Hernández | 167      | 7              |
| Rep. Ceca  | Dušan Lojda     | 172      | 8              |

- Ranking al 13 settembre 2010.

### Altri partecipanti
Giocatori che hanno ricevuto una wild card:
- Marko Daniš
- Lukáš Dlouhý
- Ivo Klec
- Martin Přikryl

Giocatori passati dalle qualificazioni:
- Marcin Gawron
- Valery Rudnev
- Pavel Šnobel
- Robin Vik

## Campioni

### Singolare
Jaroslav Pospíšil ha battuto in finale  Jurij Ščukin, 6–4, 4–6, 6–3

### Doppio
Karol Beck /  Lukáš Rosol hanno battuto in finale  Alexander Peya /  Martin Slanar, 4–6, 7–6(3), [10–8]